# Wojskowy Instytut Prawniczy
Wojskowy Instytut Prawniczy – instytut utworzony w 1961. W 1970 przekształcony w Zakład Prawa Wojennego i Wojskowego Instytutu Badań Społecznych Wojskowej Akademii Politycznej. Instytut prowadził działalność naukowo-badawczą w zakresie prawa wojskowego. Organizował pomoc naukową w szkoleniu oficerów wojskowej służby sprawiedliwości, m.in. w formie seminariów doktoranckich w ramach współpracy z wydziałami prawa niektórych uniwersytetów oraz poprzez popularyzację i nauczanie prawa w wojsku. WIP współpracował z niektórymi placówkami naukowymi w kraju i za granicą. Siedziba instytutu znajdowała się przy ul. Stefana Banacha 2 w Warszawie.